# Jevgenia Kanajeva
Jevgenia Olegovna Kanajeva (ryska: Евгения Олеговна Канаева), född den 2 april 1990 i Omsk i Ryska SFSR (nu Ryssland), är en rysk gymnast.
Hon tog OS-guld i rytmisk gymnastik i samband med de olympiska gymnastiktävlingarna 2012 i London. Hon tog även OS-guld i samma gren i samband med de olympiska gymnastiktävlingarna 2008 i Peking.